# On a Night Like This Tour
Az On a Night Like This Tour volt az ausztrál énekesnő, Kylie Minogue hatodik turnéja, mely a 2000-es hetedik stúdióalbumát, a Light Years-t népszerűsítette. A turné 2001. március 3-án kezdődött Glasgow-ban, Skóciában a Clyde Auditorium-ban és 2001. május 15-én fejeződött be Sydney-ben, Ausztráliában a Sydney Entertainment Centre-ben. A turnénak két sorozata volt. Az egyik Európában, a másik Ausztráliában zajlott le. Mindkét sorozatban 23 koncert lett megtartva.
Minogue fellépéseinek, a 2000. évi nyári olimpiai játékok záró eseményén és a 2000. évi nyári paralimpiai játékok megnyitó eseményén sikere után pár nappal lettek a turné részletei bejelentve. Még ezen év novemberében elkezdődött a jegyek értékesítése, ezzel megalapozva helyét a legnagyobb érdeklődésre számot tartó előadók közt abban az időben. Azonban a turné problémásan kezdődött, ugyanis az első koncertet törölni kellett Dublin-ban, Írországban az RDS Arénában 2001. március 1-jén a légiközlekedésben bevezetett ellenőrző korlátozások miatt.

## Háttér és koncepció
Minogue-ot az olyan Broadway műsorok, mint a 42. utca foglya, olyan filmek, mint az 1945-ös Horgonyt fel!, az 1958-as South Pacific és Fred Astaire és Ginger Rogers 1930-as évekbeli musical-jeinek stílusa inspirálta. Bette Midler-t „hősnőként” jellemezte, és számos elemet vett át Midler „camp és burleszk” előadásaiból. A Luca Tommassini által rendezett és koreografált műsor olyan gondosan kidolgozott háttereket tartalmazott, mint egy óceánjáró fedélzete, egy Art déco New York horizontja és egy űrhajó belseje. Minogue-ot dicsérték az új zenei anyaga és régi nagy slágereinek új köntösbe való bújtatása miatt, mint például az „I Should Be So Lucky”, melyből egy fáklyás dalt készítettek vagy a „Better the Devil You Know”, mely egy 1940-es évekbeli nagy zenekaros hangszerelést kapott.

## Az előadott dalok listája
Act I
1. „Loveboat”
2. „Kookachoo”
3. „Hand on Your Heart”
4. „Put Yourself in My Place”

Act II
1. „On a Night Like This”
2. „Step Back in Time” / „Never Too Late” / „Wouldn’t Change a Thing” / „Turn It into Love” / „Celebration”
3. „Can’t Get You Out of My Head”
4. „Your Disco Needs You”

Act III
1. „I Should Be So Lucky”
2. „Better the Devil You Know”
3. „So Now Goodbye”

Act IV
1. „Physical”[a]

Act V
1. „Butterfly”
2. „Confide in Me”
3. „Did It Again”[b]
4. „The Loco-Motion”
5. „Kids”
6. „Shocked”

Act VI
1. „Light Years”
2. „What Do I Have to Do”

Ráadás
1. „Spinning Around”

## A turné állomásai
| Európa            |             |               |                                  |
| 2001. március 3.  | Glasgow     | Skócia        | Clyde Auditorium                 |
| 2001. március 4.  | Glasgow     | Skócia        | Clyde Auditorium                 |
| 2001. március 5.  | Glasgow     | Skócia        | Clyde Auditorium                 |
| 2001. március 7.  | Manchester  | Anglia        | Manchester Apollo                |
| 2001. március 8.  | Manchester  | Anglia        | Manchester Apollo                |
| 2001. március 9.  | Manchester  | Anglia        | Manchester Apollo                |
| 2001. március 10. | Manchester  | Anglia        | Manchester Apollo                |
| 2001. március 11. | Brighton    | Anglia        | Brighton Centre                  |
| 2001. március 13. | Brighton    | Anglia        | Brighton Centre                  |
| 2001. március 14. | Cardiff     | Wales         | Motorpoint Arena Cardiff         |
| 2001. március 15. | Bournemouth | Anglia        | Bournemouth International Centre |
| 2001. március 17. | London      | Anglia        | Hammersmith Apollo               |
| 2001. március 18. | London      | Anglia        | Hammersmith Apollo               |
| 2001. március 19. | London      | Anglia        | Hammersmith Apollo               |
| 2001. március 20. | London      | Anglia        | Hammersmith Apollo               |
| 2001. március 23. | Koppenhága  | Dánia         | Vega Musikkens Hus               |
| 2001. március 25. | Berlin      | Németország   | Columbiahalle                    |
| 2001. március 26. | Hamburg     | Németország   | Große Freiheit                   |
| 2001. március 27. | Köln        | Németország   | E-Werk                           |
| 2001. március 28. | Párizs      | Franciaország | Bataclan                         |
| 2001. március 30. | London      | Anglia        | Hammersmith Apollo               |
| 2001. március 31. | London      | Anglia        | Hammersmith Apollo               |
| 2001. április 1.  | London      | Anglia        | Hammersmith Apollo               |
| Ausztrália        |             |               |                                  |
| 2001. április 14. | Brisbane    | Ausztrália    | Brisbane Entertainment Centre    |
| 2001. április 16. | Sydney      | Ausztrália    | Sydney Entertainment Centre      |
| 2001. április 17. | Sydney      | Ausztrália    | Sydney Entertainment Centre      |
| 2001. április 18. | Sydney      | Ausztrália    | Sydney Entertainment Centre      |
| 2001. április 19. | Sydney      | Ausztrália    | Sydney Entertainment Centre      |
| 2001. április 21. | Hobart      | Ausztrália    | Derwent Entertainment Centre     |
| 2001. április 23. | Melbourne   | Ausztrália    | Rod Laver Arena                  |
| 2001. április 24. | Melbourne   | Ausztrália    | Rod Laver Arena                  |
| 2001. április 25. | Adelaide    | Ausztrália    | Adelaide Entertainment Centre    |
| 2001. április 26. | Adelaide    | Ausztrália    | Adelaide Entertainment Centre    |
| 2001. április 28. | Perth       | Ausztrália    | Perth Entertainment Centre       |
| 2001. április 30. | Perth       | Ausztrália    | Perth Entertainment Centre       |
| 2001. május 3.    | Melbourne   | Ausztrália    | Rod Laver Arena                  |
| 2001. május 5.    | Melbourne   | Ausztrália    | Rod Laver Arena                  |
| 2001. május 6.    | Melbourne   | Ausztrália    | Rod Laver Arena                  |
| 2001. május 7.    | Melbourne   | Ausztrália    | Rod Laver Arena                  |
| 2001. május 9.    | Sydney      | Ausztrália    | Sydney Entertainment Centre      |
| 2001. május 10.   | Sydney      | Ausztrália    | Sydney Entertainment Centre      |
| 2001. május 11.   | Sydney      | Ausztrália    | Sydney Entertainment Centre      |
| 2001. május 12.   | Sydney      | Ausztrália    | Sydney Entertainment Centre      |
| 2001. május 13.   | Sydney      | Ausztrália    | Sydney Entertainment Centre      |
| 2001. május 14.   | Sydney      | Ausztrália    | Sydney Entertainment Centre      |
| 2001. május 15.   | Sydney      | Ausztrália    | Sydney Entertainment Centre      |

## Közvetítések és felvételek
Minogue 2001. május 11-én Sydney-ben, Ausztráliában lépett fel a turné keretében. Ezt a koncertet rögzítették DVD-re, mely a Live in Sydney címet kapta. A videóalbumot 2001. október 1-jén adták ki az Egyesült Királyságban és 2001. október 15-én Ausztráliában.
A DVD-n találhatók exkluzív színfal mögötti felvételek, mint például egy betekintés a táncosok öltözőibe, vagy Kylie megviccelése, melyben a színpadi személyzet véletlenszerű dolgokat művelt a színpad alatt, melyeket Kylie a „So Now Goodbye” előadásakor látott meg, amikor megfordult, hogy ránézzen a háttérre.

## Közreműködők
- Kylie Minogue – vokál
- Steve Turner – billentyűzet
- James Hayto – szólógitár
- Chris Brown – basszusgitár
- Andrew Small – dob
- James Mack – ütőhangszerek
- Lurine Cato – háttérvokál
- Sherina White – háttérvokál